# Unidades regionales de las Allgemeine SS
Las unidades regionales de las Allgemeine SS se denominaron SS-Oberabschnitte (Distritos Principales de las SS) y se establecieron por primera vez el 16 de noviembre de 1933. Reemplazaron la estructura de mando anterior compuesta por cinco SS-Gruppen y comprendían el componente regional de la estructura de mando de las Allgemeine-SS. Informaban a la SS-Amt (Oficina de las SS), que en 1935 pasó a llamarse SS-Hauptamt (Oficina principal de las SS). Sus comandantes llevaban el título de SS-Oberabschnitte Führer y normalmente tenían el rango de SS-Gruppenführer o SS-Obergruppenführer. A partir de noviembre de 1937, cuando se crearon los Jefes de Policía y SS (SS- und Polizeiführer), las SS-Oberabschnitte quedaron subordinadas a ellos. Sin embargo, en casi todos los casos, el SS-Oberabschnitt Führer ocupó ambos puestos simultáneamente. El personal del Oberabschnitt Führer estaba encabezado por un Stabschef (jefe de Estado Mayor) que supervisaba departamentos que abarcaban administración, formación, personal, asuntos médicos, así como unidades especializadas como batallones de señales y de ingenieros.

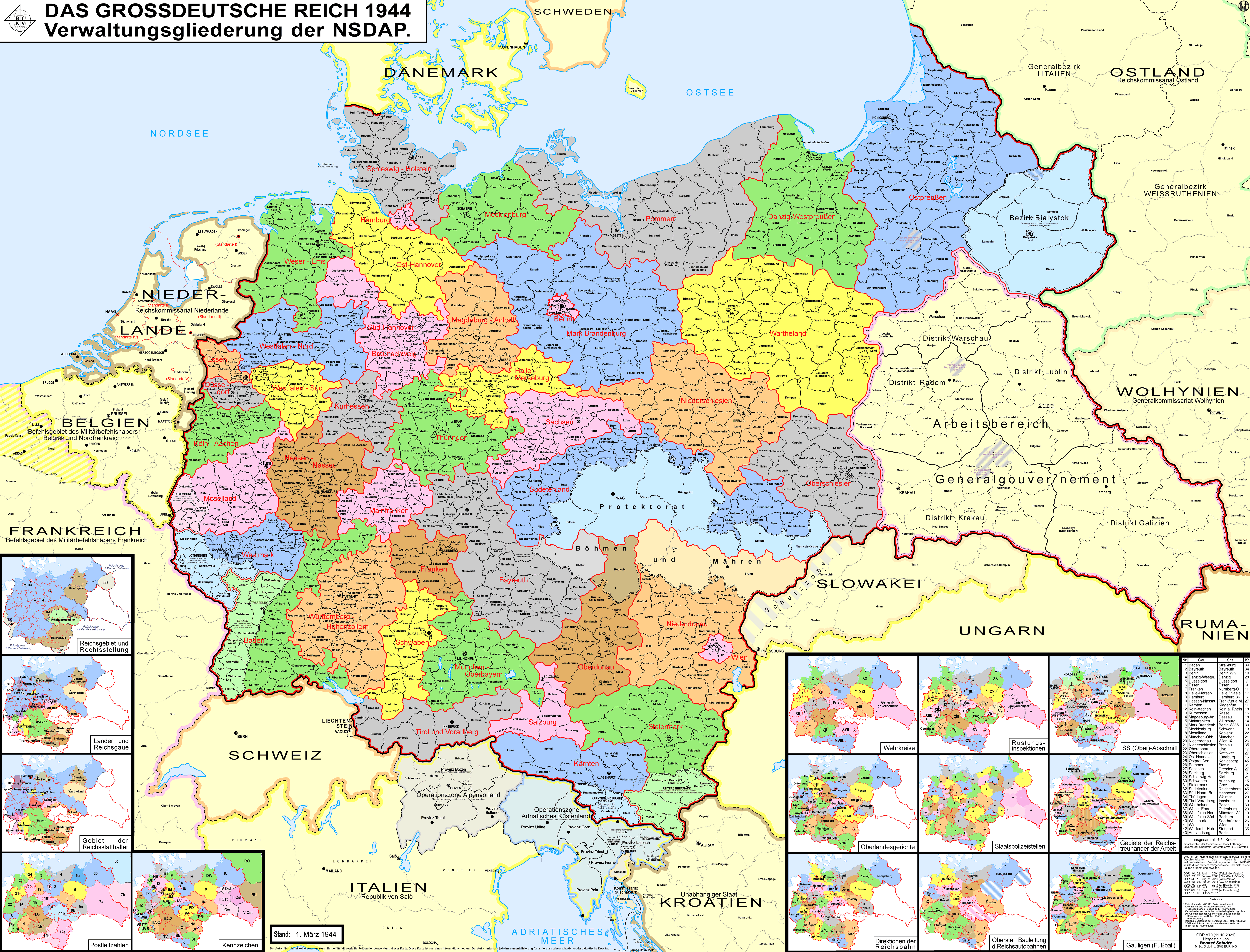
Las SS-Oberabschnitte en 1944 se muestran en el tercer recuadro de la fila superior, a la derecha.

Estos mandos regionales existían originalmente sólo en Alemania y Austria y generalmente se ajustaban a los Wehrkreis (Distritos Militares) existentes de la Wehrmacht. Durante la Segunda Guerra Mundial, se establecieron Oberabschnitte adicionales para seis áreas conquistadas (Estados Bálticos y Bielorrusia, Bohemia y Moravia, Países Bajos, Noruega, Polonia y Ucrania). Otros territorios ocupados, sin embargo, no tenían una Oberabschnitte establecida, y el personal de las SS allí estaba directamente bajo la jurisdicción del Jefe de Policía y SS para esa zona. En 1944, había un total de 23 Oberabschnitte activos.

## Unidades
Muchos de los comandantes de las unidades regionales también se ejercieron como SS- und Polizeiführer. En 1942, las unidades de las Oberabschnitt eran los siguientes:
|                      |                 |                                                 |                                                            | |  |  |
| Alpenland            | Salzburg        | 1 de junio de 1939 - 8 de mayo de 1945          | SS-Brigadeführer Hermann Harm                              | Una de las dos principales Oberabschnitt en Austria |  |  |
|                      |                 |                                                 |                                                            | |  |  |
| Böhmen-Mähren        | Praga           | 1 de abril de 1944 - 8 de mayo de 1945          | SS-Oberführer Emanuel Sladek                               | Principal Oberabschnitt en Checoslovaquia |  |  |
|                      |                 |                                                 |                                                            | |  |  |
| Donau                | Vienna          | 30 de mayo de 1938 - 8 de mayo de 1945          | SS-Gruppenführer Walter Schimana                           | Formada a partir de la Oberabschnitt Österreich en 1938 |  |  |
|                      |                 |                                                 |                                                            | |  |  |
| Elbe                 | Dresde          | 4 de abril de 1936 - 8 de mayo de 1945          | SS-Gruppenführer Ludolf von Alvensleben                    | Formada a partir de la Oberabschnitt Mitte en 1936 |  |  |
|                      |                 |                                                 |                                                            | |  |  |
| Fulda-Werra          | Arolsen         | 1 de enero de 1937-8 de mayo de 1945            | SS-Obergruppenführer Josias Erbprinz zu Waldeck-Pyrmont    | |  |  |
|                      |                 |                                                 |                                                            | |  |  |
| Lothringen-Saarpfalz | Saarbrücken     | 1 de octubre de 1940-15 de octubre de 1941      | SS-Gruppenführer Theodor Berkelmann                        | Renombrada como Oberabschnitt Westmark en 1941 |  |  |
|                      |                 |                                                 |                                                            | |  |  |
| Main                 | Núremberg       | 1 de abril de 1936 - 8 de mayo de 1945          | SS-Brigadeführer Benno Martin                              | |  |  |
|                      |                 |                                                 |                                                            | |  |  |
| Mitte                | Braunschweig    | 1 de abril de 1936 - 8 de mayo de 1945          | SS-Obergruppenführer Rudolf Querner                        | Formada a partir de la Oberabschnitt Nordwest en 1936 |  |  |
|                      |                 |                                                 |                                                            | |  |  |
| Nord                 | Hamburgo        | 1 de octubre de 1932-20 de abril de 1940        | SS-Gruppenführer Hans-Adolf Prützmann                      | Dividida en las Oberabschnitt Nordsee y Ostsee en 1940 |  |  |
|                      |                 |                                                 |                                                            | |  |  |
| Nordost              | Königsberg      | 15 de diciembre de 1933-8 de mayo de 1945       | SS-Gruppenführer Otto Hellwig                              | |  |  |
|                      |                 |                                                 |                                                            | |  |  |
| Nordsee              | Altona          | 20 de abril de 1940 - 8 de mayo de 1945         | SS-Gruppenführer Georg von Bassewitz-Behr                  | Formada a partir de la Oberabschnitt Nord en 1940 |  |  |
|                      |                 |                                                 |                                                            | |  |  |
| Nordwest             | Oslo            | 20 de abril de 1940 - 8 de mayo de 1945         | SS-Gruppenführer Wilhelm Rediess                           | Principal Oberabschnitt en Noruega. |  |  |
|                      |                 |                                                 |                                                            | |  |  |
| Ost(1)               | Berlín          | 16 de noviembre de 1933-14 de noviembre de 1939 | SS-Obergruppenführer Sepp Dietrich                         | Uno de los SS-Gruppen originales formado en 1929. Conocido como SS-Gruppe Ost hasta 1934, renombrado como Oberabschnitt Spree en 1939 sin comandante después de Sepp Dietrich |  |  |
|                      |                 |                                                 |                                                            | |  |  |
| Ost(2)               | Cracovia        | 15 de septiembre de 1942 - 8 de mayo de 1945    | SS-Obergruppenführer Wilhelm Koppe                         | Principal Oberabschnitt en Polonia. Nombrada a partir de la anterior Oberabschnitt Ost ubicada en Alemania                                                                    |  |  |
|                      |                 |                                                 |                                                            | |  |  |
| Ostland              | Riga            | 12 de diciembre de 1941-3 de marzo de 1945      | SS-Obergruppenführer Friedrich Jeckeln                     | Principal Oberabschnitt en Letonia |  |  |
|                      |                 |                                                 |                                                            | |  |  |
| Österreich           | Viena           | 15 de febrero de 1934-30 de mayo de 1938        | SS-Oberführer Ernst Kaltenbrunner                          | Renombrada como Oberabschnitt Donau en 1938 |  |  |
|                      |                 |                                                 |                                                            | |  |  |
| Ostsee               | Stettin         | 1 de febrero de 1940 - 8 de mayo de 1945        | SS-Gruppenführer Emil Mazuw                                | Formada a partir de la Oberabschnitt Nord en 1940 |  |  |
|                      |                 |                                                 |                                                            | |  |  |
| Rhein                | Koblenz         | 1 de enero de 1934-11 de septiembre de 1943     | SS-Gruppenführer Theodor Berkelmann                        | Se fusionó con la Oberabschnitt Westmark en 1943 para formar la Oberabschnitt Rhein-Westmark                                                                                  |  |  |
|                      |                 |                                                 |                                                            | |  |  |
| Rhein-Westmark       | Wiesbaden       | 11 de septiembre de 1943-24 de marzo de 1945    | SS-Gruppenführer Jürgen Stroop                             | Formada a partir de las Oberabschnitt Rhein y Westmark en 1943 |  |  |
|                      |                 |                                                 |                                                            | |  |  |
| Spree                | Berlín          | 14 de noviembre de 1939 - 8 de mayo de 1945     | SS-Gruppenführer Max Schneller (suplente permanente)       | Conocida como Oberabschnitt Ost hasta 1939. El nombre anterior fue asignado a una nueva Oberabschnitt formada en Polonia                                                      |  |  |
|                      |                 |                                                 |                                                            | |  |  |
| Süd                  | Múnich          | 4 de abril de 1936-20 de abril de 1945          | SS-Obergruppenführer Friedrich Karl Freiherr von Eberstein | Oberabschnitt con la mayor existencia continuada, conocida originalmente como SS-Gruppe Süd                                                                                   |  |  |
|                      |                 |                                                 |                                                            | |  |  |
| Südost               | Brieg y Breslau | 15 de marzo de 1932 - 8 de mayo de 1945         | SS-Obergruppenführer Richard Hildebrandt                   | |  |  |
|                      |                 |                                                 |                                                            | |  |  |
| Südwest              | Stuttgart       | 16 de noviembre de 1933-8 de mayo de 1945       | SS-Gruppenführer Otto Hofmann                              | |  |  |
|                      |                 |                                                 |                                                            | |  |  |
| Ukraina              | Kiev            | 1 de diciembre de 1941-2 de septiembre de 1944  | SS-Obergruppenführer Hans-Adolf Prützmann                  | Oberabschnitt principal en Ucrania |  |  |
|                      |                 |                                                 |                                                            | |  |  |
| Warthe               | Posen           | 26 de octubre de 1939 - 8 de mayo de 1945       | SS-Gruppenführer Willy Schmelcher                          | |  |  |
|                      |                 |                                                 |                                                            | |  |  |
| Weichsel             | Danzig          | 9 de noviembre de 1939 - 8 de mayo de 1945      | SS-Gruppenführer Fritz Katzmann                            | |  |  |
|                      |                 |                                                 |                                                            | |  |  |
| West                 | Düsseldorf      | 18 de noviembre de 1929-8 de mayo de 1945       | SS-Gruppenführer Karl Gutenberger                          | Conocido originalmente como SS-Gruppe West |  |  |
|                      |                 |                                                 |                                                            | |  |  |
| Westmark             | Neustadt y Metz | 15 de octubre de 1941-11 de septiembre de 1943  | SS-Gruppenführer Theodor Berkelmann                        | Se fusionó con la Oberabschnitt Rhein en 1943 para convertirse en la Oberabschnitt Rhein-Westmark                                                                             |  |  |